# Tarnee White
Tarnee Renee Southwell (nacida White; Redcliffe, 17 de enero de 1981) es una nadadora australiana retirada especializada en pruebas de estilo braza. Ganó una medalla de oro olímpico en los Juegos Olímpicos de Pekín 2008 en la prueba de 4x100 metros estilos, y una plata en la misma prueba durante los Juegos Olímpicos de Sídney 2000.

## Palmarés internacional
| Juegos Olímpicos               | Juegos Olímpicos      | Juegos Olímpicos | Juegos Olímpicos |
| Año                            | Lugar                 | Medalla          | Prueba           |
| ------------------------------ | --------------------- | ---------------- | ---------------- |
| 2000                           | Sídney (Australia)    | Medalla de plata | 4x100 m estilos  |
| 2008                           | Pekín (China)         | Medalla de oro   | 4x100 m estilos  |
| Campeonato Mundial de Natación |                       |                  |                  |
| 2001                           | Fukuoka (Japón)       | Medalla de oro   | 4x100 m estilos  |
| 2007                           | Melbourne (Australia) | Medalla de oro   | 4x100 m estilos  |